# Condado de Walker (Texas)
O Condado de Walker é um dos 254 condados do Estado americano do Texas. A sede do condado é Huntsville, e sua maior cidade é Huntsville.
O condado possui uma área de 2 076 km² (dos quais 36 km² estão cobertos por água), uma população de 61 758 habitantes, e uma densidade populacional de 30 hab/km² (segundo o censo nacional de 2000).
O condado foi fundado em 1846.